# Bisbat de Koper

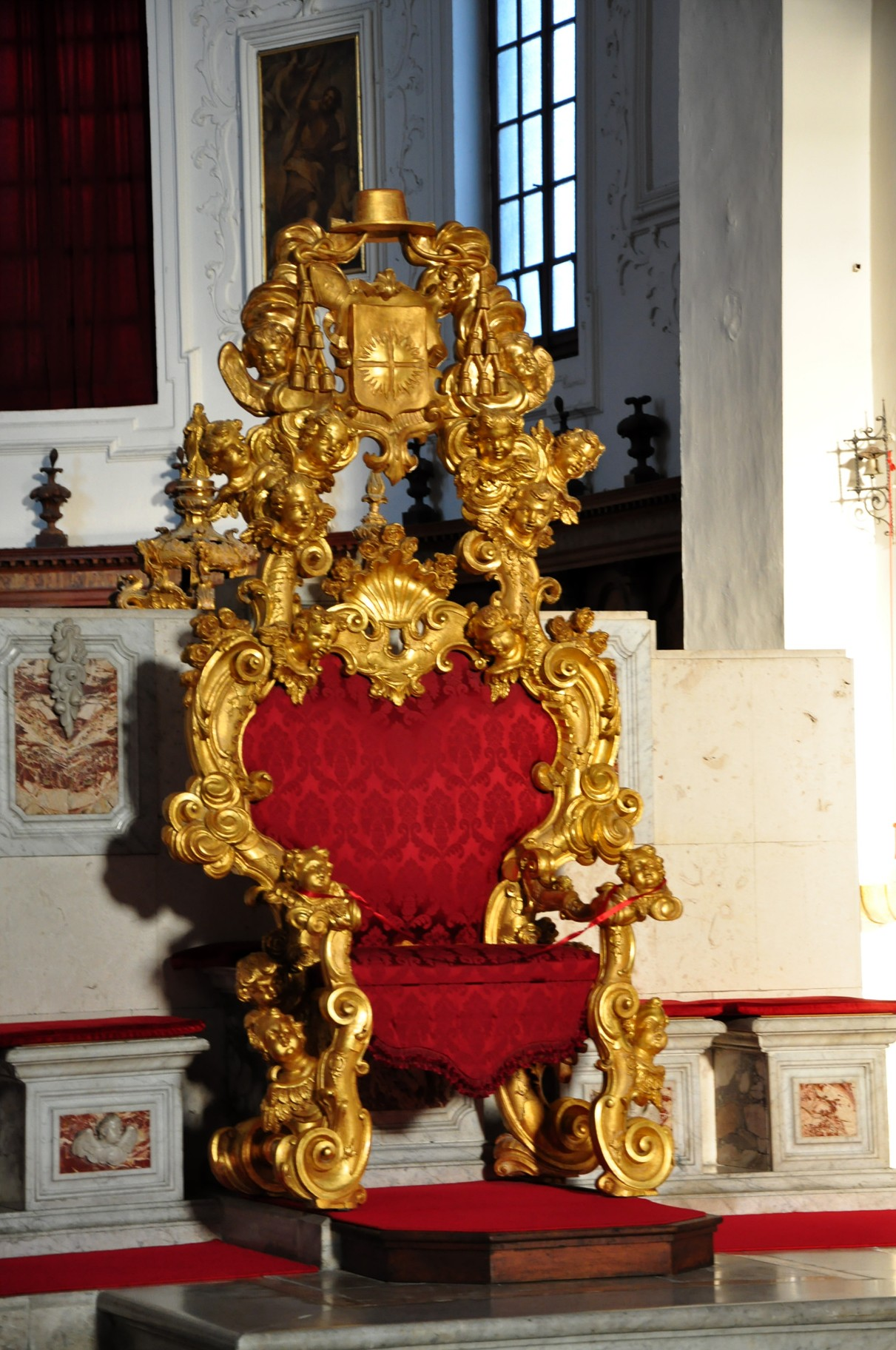
La càtedra episcopal a la catedral de l'Assumpta i Sant Nazari a Koper

El bisbat de Koper (eslovè: Škofija Koper; italià: Diocesi di Capodistria; llatí: Dioecesis Iustinopolitana) és una seu de l'Església catòlica a Eslovènia, sufragània de l'arquebisbat de Ljubljana. Al 2016 tenia 185.450 batejats d'un total de 258.958 habitants. Actualment està regida pel bisbe Jurij Bizjak.

## Territori
La diòcesi comprèn les regions de Litoral-Jarst i Goriška, a l'oest d'Eslovènia.
La seu episcopal és la ciutat de Koper, on es troba la catedral de l'Assumpció. A Nova Gorica es troba la cocatedral del Salvador Diví
El territori s'estén sobre 4.386km² i està dividit en 189 parròquies.

## Història
El bisbat de Koper va ser erigit al segle vi. Originàriament era sufragani del patriarcat d'Aquileia.
Des del segle viii fins al 1184 la seu no va tenir bisbe propi i era administrada pels bisbes de Trieste.
L'11 de gener de 1206 el papa Innocenci III concedí al patriarca d'Aquileia la facultat d'unir els bisbats de Koper amb el de Cittanova, però la unió mai no es va dur a terme.
Del 1810 al 1828 la seu romangué vacant. El 30 de juny de 1828 va ser unida al bisbat de Trieste mitjançant la butlla Locum beati Petri del papa Lleó XII. El 27 d'agost de 1830, el papa Pius VIII, mitjançant la butlla In supereminenti confirmà la unió aeque principaliter.
El 17 d'octubre de 1977, en virtut de la butlla Prioribus saeculi del papa Pau VI, el bisbat de Koper va ser separat del bisbat de Trieste, esdevenint sufragani de l'arquebisbat de Ljubljana. A més, a la mateixa butlla, s'introduïren modificacions territorials per tal de fer coincidir els límits diocesans amb els estatals. Així, el bisbat de Koper cedí al de Trieste les parròquies que es trobaven en sol italià d'acord al tractat de pau de 1947. Contextualment, adquirí les parròquies dels bisbats de Trieste, Poreč i Pula, de Rijeka i de Gorizia i Gradisca que es trobaven en sol eslovè.
El 15 de març de 2004, l'església del Diví Salvador de Nova Gorica va ser elevada a cocatedral de la diòcesi amb el decret Ut spirituali de la Congregació per als bisbes.

## Cronologia episcopal
- Sant Nazari † (524 - 19 de juny de ?; mort)
- Massimiliano † (citat el 557)
- Agatone † (citat el 567 o 667)
- Giovanni † (citat el 757)
- Senatore † (citat el 766 ?)
- Adalgero † (1184 ? - 1212 ?)
- Uretmaro † (citat el 1216)
- Assalonne † (citat el 1220)
- Corrado † (citat del 1249 al 1270)
- Azzo † (1271 - ?)
- Papo † (1275 - ?)
- Buono † (1279 - 1283; mort)
- Vitale † (28 d'octubre de 1283 - vers 1300)
- Pietro Manolesso, O.F.M. † (1301 ? - ?)
- Tommaso Contarini † (1317 - 1327; mort)
- Ugo da Vicenza, O.P. † (1328 - 1334; nomenat bisbe de Mazara del Vallo)
- Marco Semitecolo † (26 de novembre de 1334 - després del 1342)
- Orso Dolfin † (5 de novembre de 1347 - 30 de març de 1349; nomenat arquebisbe de Creta)
- Francesco Querini † (30 de març de 1349 - 1355; nomenat arquebisbe de Creta)
- Lodovico Morosini † (1367 - 21 de novembre de 1390; nomenat bisbe de Modone)
- Giacomo Loredan † (1390 - 22 d'abril de 1411; mort)
- Cristoforo Zeno † (16 de juny de 1411 - 1420; mort)
- Geremia Pola † (4 de desembre de 1420 - 1424; mort)
- Martino de' Bernardini, C.R.S.A. † (14 de juliol de 1424 - 23 de febrer de 1428; nomenat bisbe de Modone)
- Francesco di Biondo, O.P. † (23 de febrer de 1428 - 29 de març de 1448; mort)
- Gabriele Gabrieli † (19 d'abril de 1448 - 1471; mort)
- Pietro Bagnacavallo † (1471 - 1473; mort)
- Simone Vosich † (26 de novembre de 1473 - d'agost de 1482; mort)
- Giacomo Valaresso † (1482 - 9 de març de 1503 mort)
- Bartolomeo da Sonica, O.P. † (1503 - 13 d'abril de 1529; mort)
- Defendente Valvassori † (1529 - 1536; mort)
- Pietro Paolo Vergerio † (6 de setembre de 1536 - 5 de juliol de 1549; deposat)
- Tommaso Stella, O.P. † (21 d'agost de 1549 - 6 de gener de 1566; mort)
- Adriano Bereti, O.P. † (26 d'abril de 1566 - 7 de març de 1572; mort)
- Antonio Elio † (30 de juliol de 1572 - 1576; mort)
- Giovanni Ingenerio † (3 de desembre de 1576 - 1600; mort)
- Girolamo Contarini † (15 de maig de 1600 - 9 d'octubre de 1619; mort)
- Girolamo Rusca, O.P. † (29 d'abril de 1620 - 15 de febrer de 1650; mort)
- Pietro Morari † (9 de maig de 1650 - 1653; mort)
- Baldassarre Bonifacio † (24 de novembre de 1653 - 17 de novembre de 1659; mort)
- Francesco Zeno † (16 de febrer de 1660 - 14 d'agost de 1680; mort)
  - Sede vacante (1680-1684)
- Pier Giulio Dolfin † (19 de juny de 1684 - 24 d'abril de 1685; mort)
- Paolo Naldini, O.E.S.A. † (11 de març de 1686 - 21 d'abril de 1713; mort)
- Anton Maria Borromeo, C.R. † (30 d'agost de 1713 - 7 de juliol de 1733; mort)
- Agostino Bruti † (28 de setembre de 1733 - d'octubre de 1747; mort)
- Giovanni Battista Sandi † (18 de desembre de 1747 - 24 de maig de 1756; nomenat bisbe de Belluno)
- Carlo Camuzi † (20 de setembre de 1756 - 15 de juliol de 1776; nomenat arquebisbe titular de Tars)
- Bonifacio da Ponte, O.S.B.Cam. † (15 de juliol de 1776 - 6 de gener de 1810; mort)
  - Sede vacante (1810-1828)
  - Seu unida al bisbat de Trieste (1828-1977)
- Janez Jenko † (17 d'octubre de 1977 - 15 d'abril de 1987; jubilat)
- Metod Pirih (16 d'abril de 1987 - 26 de maig de 2012; jubilat)
- Jurij Bizjak, dal 26 de maig de 2012

## Estadístiques
A finals del 2016, la diòcesi tenia 185.450 batejats sobre una població de 258.958 persones, equivalent al 71,6% del total.
| any  | població | població | població | sacerdots | sacerdots       | sacerdots       | sacerdots             | diaques | religiosos | religiosos | parroquies |
| ---- | -------- | -------- | -------- | --------- | --------------- | --------------- | --------------------- | ------- | ---------- | ---------- | ---------- |
| any  | batejats | total    | %        | total     | clergat secular | clergat regular | batejats por sacerdot | diaques | homes      | dones      |            |
| 1980 | 200.000  | 242.000  | 82,6     | 195       | 173             | 22              | 1.025                 |         | 34         | 120        | 208        |
| 1990 | 207.017  | 258.332  | 80,1     | 190       | 167             | 23              | 1.089                 |         | 29         | 88         | 206        |
| 1999 | 206.898  | 263.499  | 78,5     | 182       | 156             | 26              | 1.136                 |         | 31         | 88         | 207        |
| 2000 | 204.788  | 261.118  | 78,4     | 174       | 149             | 25              | 1.176                 |         | 30         | 82         | 207        |
| 2001 | 201.551  | 258.158  | 78,1     | 172       | 151             | 21              | 1.171                 |         | 26         | 80         | 207        |
| 2002 | 202.900  | 258.380  | 78,5     | 172       | 145             | 27              | 1.179                 |         | 32         | 80         | 207        |
| 2003 | 200.203  | 254.244  | 78,7     | 169       | 144             | 25              | 1.184                 |         | 36         | 85         | 207        |
| 2004 | 204.602  | 257.280  | 79,5     | 170       | 145             | 25              | 1.203                 |         | 29         | 82         | 207        |
| 2006 | 204.602  | 257.280  | 79,5     | 153       | 127             | 26              | 1.337                 |         | 36         | 72         | 195        |
| 2013 | 181.230  | 266.403  | 68,0     | 156       | 126             | 30              | 1.161                 | 2       | 36         | 52         | 189        |
| 2016 | 185.450  | 258.958  | 71,6     | 149       | 123             | 26              | 1.244                 | 2       | 31         | 41         | 189        |